# 別列濟夫卡 (羅加京區)
49°20′20″N 24°32′38″E / 49.33889°N 24.54389°E
別列濟夫卡（烏克蘭語：Березівка），是烏克蘭西部的村莊，隸屬伊萬諾-弗蘭科夫斯克州的伊萬諾-弗蘭科夫斯克區。該村始建於1908年，面積4.4平方公里，2001年人口127，人口密度每平方公里28.6人。